# Estádio Armando de Salles Oliveira
O Estádio Armando de Salles Oliveira ou Estádio Olímpico da USP ou ainda Estádio da USP (da Universidade de São Paulo), é um estádio desportivo localizado no CEPEUSP, dentro da Cidade Universitária Armando de Salles Oliveira, na Zona Oeste da cidade de São Paulo, distrito do Butantã.

## Conceito arquitetônico
O projeto para o Estádio Olímpico da USP, construído em 1961, estava inserido em um plano maior para a construção de um centro esportivo dentro da Cidade Universitária Armando Salles de Oliveira. Assim sua implantação, além de considerar fatores importantes para a construção de um campo, como a direção das traves do gol em relação à insolação, considerava também sua inserção dentro de um programa que abrangia: quadras de tênis (incluindo uma com arquibancadas), mais dois campos de futebol, quadras poliesportivas, uma piscina coberta, um ginásio coberto, além de alojamentos, que atualmente funcionam como moradia estudantil - CRUSP. É possível perceber, na implantação, a escolha de um grande corredor de circulação que ligaria o estádio olímpico, a quadra de tênis e ainda a piscina, com ligação para os alojamentos. Ainda foi prevista uma grande esplanada de acesso ao estádio.
Quanto à solução arquitetônica do estádio em si, o arquiteto Ícaro de Castro Mello em colaboração com Alfredo Paesani, buscou utilizar o formato de um anfiteatro para as arquibancadas, devido a sua eficiência do ponto de vista da insolação e visibilidade. Além disso, devemos considerar o contexto histórico no qual o projeto foi concebido; em meados dos anos 60, a arquitetura paulista passava por um período conhecido como brutalismo, e isso explicaria a escolha do concreto aparente usado em todo o conjunto de arquibancadas, além da clara preocupação com a forma diferenciada dos pilares. Para a prática de esportes o projeto contava com uma arquibancada para 30 000 pessoas, dividida em dois níveis, um campo de futebol e uma pista de atletismo com 400 m de extensão (projetada com três raios de curvatura), que exigia um afastamento maior das arquibancadas em relação ao campo. Ainda estavam previstos, sob as arquibancadas, vestiários e salas de apoio e, no nível mais alto do conjunto, visualizando todo o campo, locais de imprensa e tribuna de honra.
As arquibancadas são projetadas para garantir a melhor visibilidade possível para um grupo de pessoas durante um evento, e a necessidade de aumentar a capacidade do estádio e de seguir a curva de visibilidade levou à adoção de uma estrutura com dois andares. As normas seguidas para atender às necessidades de visibilidade e segurança, na época, eram internacionais.

## Grandes competições
A partir da sua inauguração, o estádio foi muito usado internamente, pela comunidade USP, para treinos universitários e competições de pequeno porte. Foi, à época de sua inauguração, o terceiro maior estádio de futebol da cidade de São Paulo, atrás apenas do Morumbi e do Pacaembu. Mesmo depois de mais de 50 anos, ainda ocupa a quinta posição.
O estádio foi usado na Copa São Paulo de Futebol Júnior de 1988, sendo que o jogo da final foi disputado no dia 24 de janeiro de 1988, entre Nacional-SP 3 x 0 América-SP, sendo assim o Nacional campeão. Foi seu último jogo oficial.
Em partida válida pela Copa Pelé, entre Itália e Uruguai, o atacante italiano Paolo Rossi, que marcou os três gols da Itália na vitória por 3 a 2 contra o Brasil na Copa do Mundo de 1982, jogou no Estádio da USP.